# Alhora
Alhora és un partit polític català fundat per Jordi Graupera i Clara Ponsatí que es va presentar a les eleccions al Parlament de Catalunya de 2024. Segons Ponsatí, el partit «acull gent des de l'esquerra independentista fins al catalanisme liberal» amb l’objectiu de treballar per «la independència de Catalunya».

## Història
A principis de març del 2024, Jordi Graupera i Clara Ponsatí van anunciar que el 23 d'abril de 2024 presentarien una nova proposta política independentista al Teatre Borràs de Barcelona, amb el propòsit de presentar-se a les eleccions al Parlament de Catalunya que estaven previstes per a febrer del 2025. L'avançament de la convocatòria electoral feta pel president Pere Aragonès i la nova data del 12 de maig de 2024, va precipitar el procés de creació del partit. A la roda de premsa de presentació de la proposta van participar Clara Ponsatí, Jordi Graupera, l'economista Ada Ferrer i la filòsofa Anna Punsoda com a grup promotor del partit.
Per poder presentar Alhora a les eleccions, necessitaven 5.703 signatures, dividides per demarcacions: 4.243 a Barcelona, 596 a Tarragona, 546 a Girona i 317 a Lleida. Els impulsors del projecte van demanar per xarxes voluntaris pel procés de recollida de signatures. El 2 d'abril van confirmar que ja tenien les signatures necessàries.
El 23 d'abril de 2024 el partit es va presentar en públic en una conferència davant de 1.400 assistents, en dos torns, al Teatre Borràs, prenent la paraula, a banda dels membres del grup promotor, la periodista Flora Saura, l'actor Joel Joan i la crítica literària Júlia Ojeda. Van rebre el suport, o van formar part de les llistes electorals, altres personalitats del món de la cultura com els escriptors Miquel de Palol, Carlota Gurt, Narcís Comadira, Júlia Bacardit, Joan Todó, Raül Garrigasait; o els historiadors de l'art Maria Garganté, Albert Velasco i el cantautor Roger Mas.
En les eleccions del 12 de maig de 2024 el partit va quedar lluny d'entrar al Parlament, obtenint poc més de 13.000 vots i un 0,4% del total. Amb aquests resultats Clara Ponsatí va expressar la seva voluntat de retirar-se de la primera línia política.
El 29 de juny de 2024 van celebrar el seu consell nacional, amb una direcció de dotze membres amb Jordi Graupera, Anna Punsoda i Júlia Ojeda al capdavant.

## Resultats electorals
| Eleccions al Parlament de Catalunya | Eleccions al Parlament de Catalunya | Eleccions al Parlament de Catalunya | Eleccions al Parlament de Catalunya | Eleccions al Parlament de Catalunya | Eleccions al Parlament de Catalunya | Eleccions al Parlament de Catalunya | Eleccions al Parlament de Catalunya |
| Any eleccions                       | Candidat                            | Vots                                | % vots                              | Posició                             | Diputats                            | +/-                                 | Govern                              |
| ----------------------------------- | ----------------------------------- | ----------------------------------- | ----------------------------------- | ----------------------------------- | ----------------------------------- | ----------------------------------- | ----------------------------------- |
| 2024                                | Clara Ponsatí                       | 13.759                              | 0,44 / 100                          | 11                                  | 0 / 135                             | N/D                                 | Extraparlamentari                   |